# Fender Frank Bello Bass
Il Frank Bello Bass è un basso elettrico della serie Artist prodotto, dal 2006 al 2012, dalla Fender Musical Instruments Corporation per il bassista della band thrash metal statunitense Anthrax, Frank Bello.
Creato in ispirazione al Fender Aerodyne Jazz Bass, questo basso signature è costituito da un corpo in ontano tipo Jazz Bass, slab-cut (bordi non arrotondati) con body-binding bianco, da un manico in acero tipo Precision Bass con profilo "modern C", tastiera in palissandro con 20 tasti medium jumbo e una paletta in tinta nera con la decalcomania Fender Bass. L'elettronica è costituita da un pickup split-coil Seymour Duncan SPB-3 Quarter Pound al manico, un pickup single-coil Samarium Cobalt Noiseless Jazz Bass al ponte e due controlli di volume, uno per ogni pickup, è assente il controllo del tono. Altre caratteristiche includono meccaniche Fender/Schaller Deluxe Lite-Bass, ponte Leo Quan BadAss III con possibilità di installazione delle corde strings-through-body o top-load, una caricatura di Bello sul retro della paletta e la sua firma sulla piastra del manico.
Nel 2007 è stata introdotta anche una versione della Squier, con body nero caratterizzato da una serigrafia a teschio, un intarsio a teschio sul 12° tasto, una grafica Angry Man sul retro della paletta, un ponte standard vintage style, meccaniche standard open-gear, configurazione dei pickup P-J e due controlli di volume per i pickup senza controllo del tono.